# Jens Lauridsen (godsejer)
 Der er flere personer med dette navn, se Jens Lauridsen.
Jens Lauridsen (19. marts 1620 i Præstø – 14. marts 1689 på Nysø) var en dansk godsejer, bror til Søren Lauridsen.
Han var søn af borgmester i Præstø, købmand Laurids Nielsen og hustru Elisabeth Jensdatter og ligesom sin far repræsentant for en ny borgerstand.
Han forpagtede i 1662 af Ulrik Frederik Gyldenløve Vordingborg Amt samt Beldringe og Lekkende godser for 6 år for en fast årlig afgift mod at få amtets landgilde og øvrige indtægter samt at have bopæl på Vordingborg Slot.
Forpagtningen blev forlænget til 1670, hvor prins Jørgen (den senere engelske prinsgemal) overtog amtet; mens Jens Lauridsen beholdt Beldringe og Lekkende i endnu fem år for at få sine restancer inddrevet hos bønderne. Imidlertid havde hans bror, krigskommissær Søren Lauridsen, overdraget ham en del fordringer på Kronen, udlånt til finansiering af krigen med svenskerne, for hvilke han i 1670 modtog en del ejendom, deriblandt Nysø ved Præstø. Ved mageskifter fik han samlet et gods på omkring 100 tønder hartkorn. En tilknyttet reluitionsret, dvs. Kronens ret til tilbagekøb eller indfrielse af pantet, fik han i 1673 ophævet, og han færdigopførte et herresæde i barokstil på Nysø (bygget 1671-73). Imidlertid var han øjensynligt ikke kommet lovligt til alle ejendommene, og ved en kommissionskendelse måtte han tilbagelevere en del heraf. Blandt de ejendomme, han beholdt, var også Sparresholm.
Han var gift med Barbara Wilders, med hvem han fik flere børn, heraf sønnen Laurids Lauridsen, der arvede Nysø. Jens Lauridsen døde i 1689 og er begravet i Præstø Kirke, hvor han er gengivet på et epitafium.